# 기이미야하라역
기이미야하라역(일본어: 紀伊宮原駅, きいみやはらえき)은 일본 와카야마현 아리다시에 있는, 서일본 여객철도의 철도역이다. 기세이 본선이 지나가며, 기노쿠니 선 소속 열차들을 이용할 수 있다.

## 역 구조
쌍단식 2면 2선 구조의 지상역이다. 역사는 1번 승강장 쪽에 있으며, 반대쪽 승강장과는 과선교로 이어져 있다. 고보역이 관리하며, 역 영업은 JR 서일본 메인텍이 대신하고 있다.

### 승강장
| 1 | ■ 기노쿠니 선 | 와카야마 · 덴노지 방면 |
| 3 | ■ 기노쿠니 선 | 고보 · 신구 방면       |

원래 2번 승강장이 있었으나, 2007년 이후로 쓰이지 않고 있다.

## 역세권 정보
- 국도 제42호선
- 국도 제480호선
- 구마노 옛길

## 역사
- 1925년 12월 11일 - 일본국유철도의 역으로 개업하였다.
- 1987년 4월 1일 - 민영화에 따라 서일본 여객철도의 소속이 되었다.

## 인접역
| 서일본 여객철도 기세이 본선 | 서일본 여객철도 기세이 본선 | 서일본 여객철도 기세이 본선 |
| --------------------------- | --------------------------- | --------------------------- |
| 후지나미 신구 방면          | ■ 기노쿠니 선 보통          | 미노시마 와카야마 방면      |